# 이프찬
이프찬은 대한민국의 래퍼다. 2021년 첫 번째 싱글 [STAMP]로 데뷔했다.

## 방송
- 랩컵 (2024) - Top32(19위)

## 음반
- STAMP (2021)
- Vision (2022)
- iceberg (2023)
- Taxi (2023)
- Breeze (2023)
- Fake It Till Make It (2024)